# Pays-de-Belvès
Pays-de-Belvès è un comune francese del dipartimento della Dordogna nella regione della Aquitania-Limosino-Poitou-Charentes.
È stato creato il 1º gennaio 2016 dalla fusione dei preesistenti comuni di Belvès e Saint-Amand-de-Belvès.
Il capoluogo è la località di Belvès.